# San Julián de Basa
San Julián de Basa (arag. San Chulián de Basa) – miejscowość w Hiszpanii, w Aragonii, w prowincji Huesca, w comarce Alto Gállego, w gminie Yebra de Basa, 60 km od miasta Huesca.
Według danych INE z 1999 roku miejscowość zamieszkiwało 9 osób. Wysokość bezwzględna miejscowości jest równa 990 metrów.